# Borzęckie
Borzęckie [pronunciación en polaco: /bɔˈʐɛnt͡skʲɛ/] es un pueblo ubicado en el distrito administrativo de Gmina Złoczew, dentro del condado de Sieradz, Voivodato de Łódź, en el centro de Polonia. Se encuentra a unos 4 kilómetros al este de Złoczew, a 23 kilóimetros al sur de Sieradz, y a 70 kilómetros al suroeste de la capital regional Łódź.